# Гросдубрау
Гросдубрау (нім. Großdubrau; в.-луж. Wulka Dubrawa - "Велика діброва") — громада в Німеччині, розташована в землі Саксонія. Входить до складу району Бауцен.
Площа — 54,22 км2. Населення становить 4268 ос. (станом на 31 грудня 2020).
Комуна підрозділяється на 20 сільських округів.
Офіційними мовами в населеному пункті, крім німецької, є верхньолужицька.

## Галерея

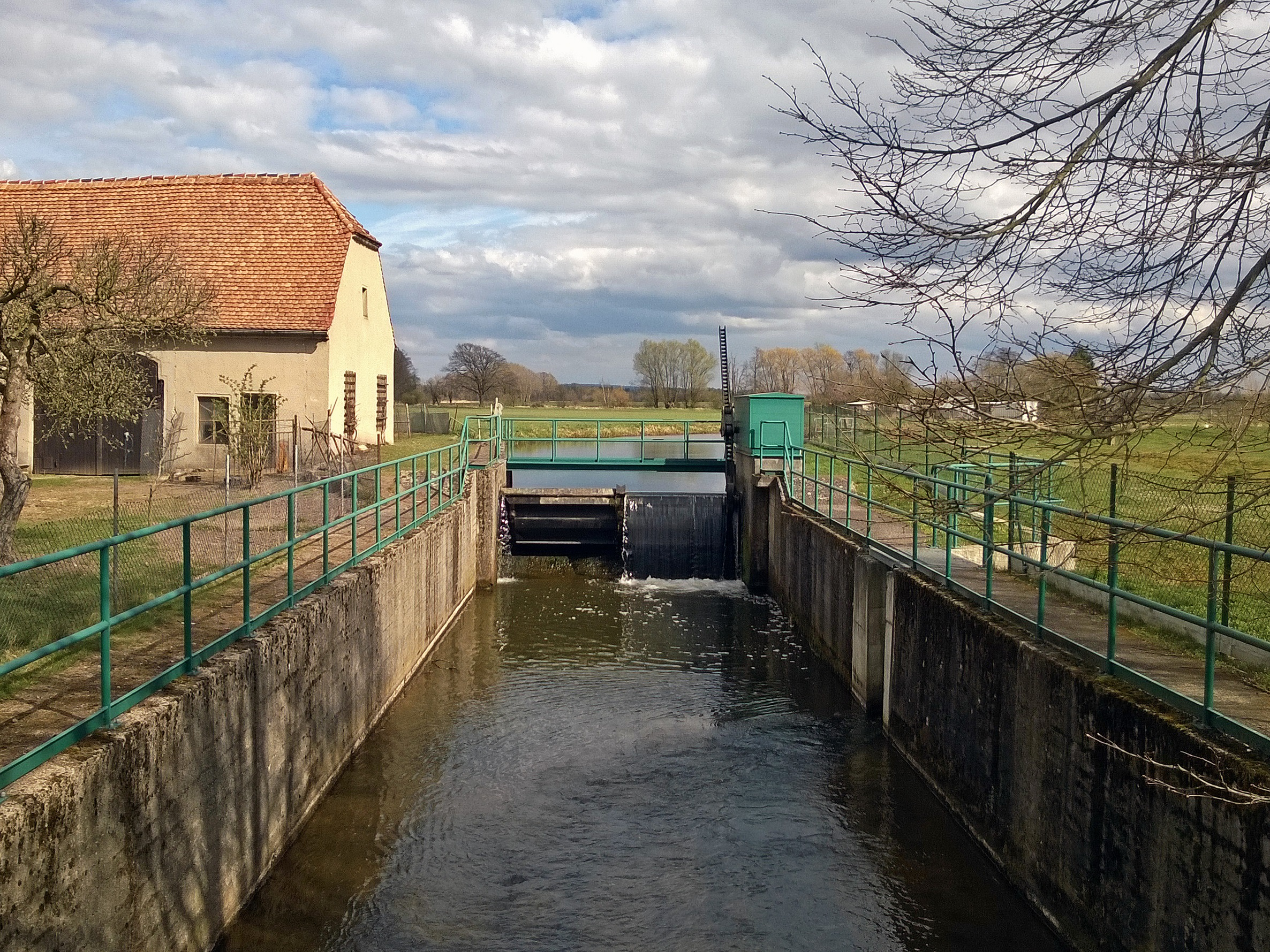
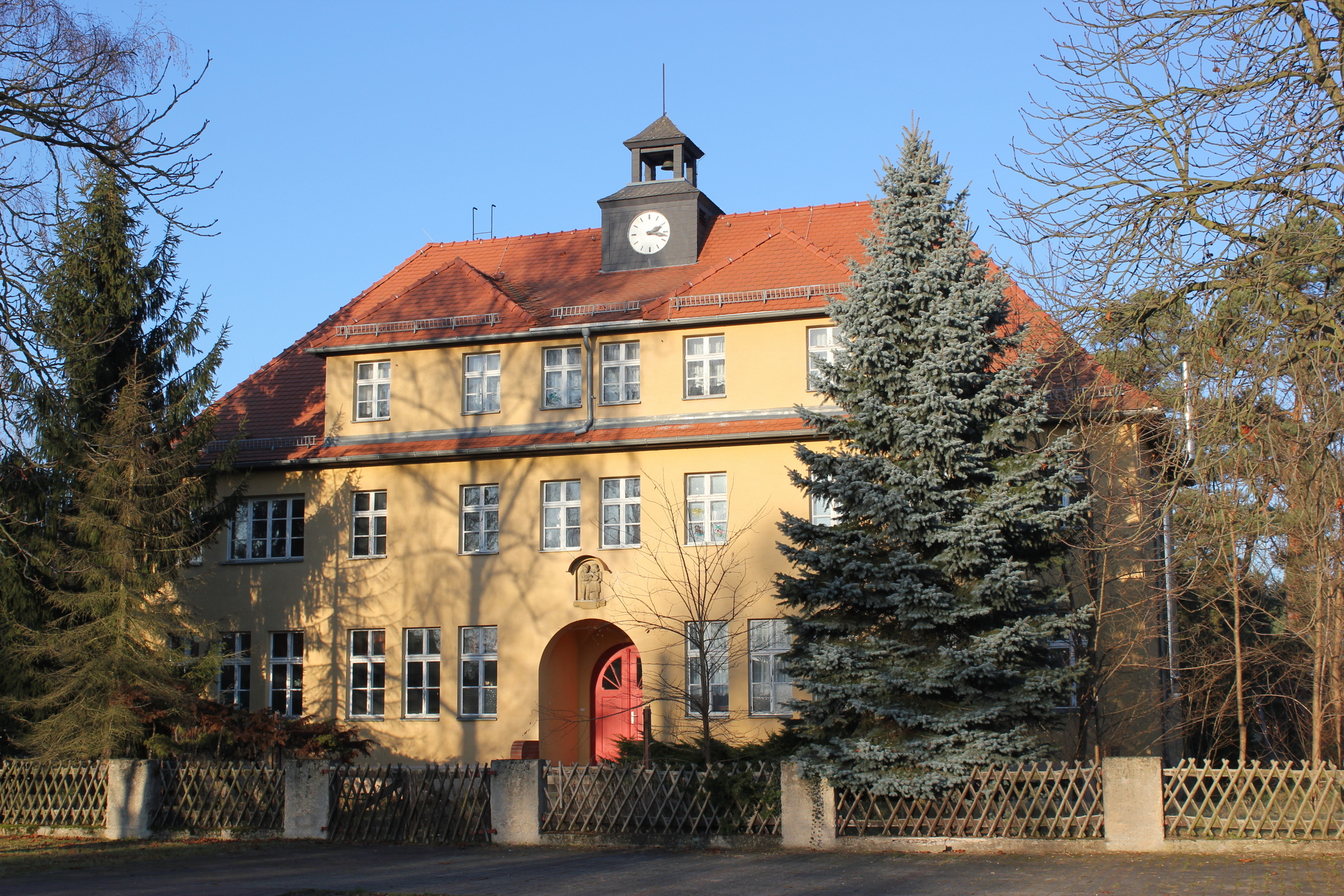